# Aerodromofobia

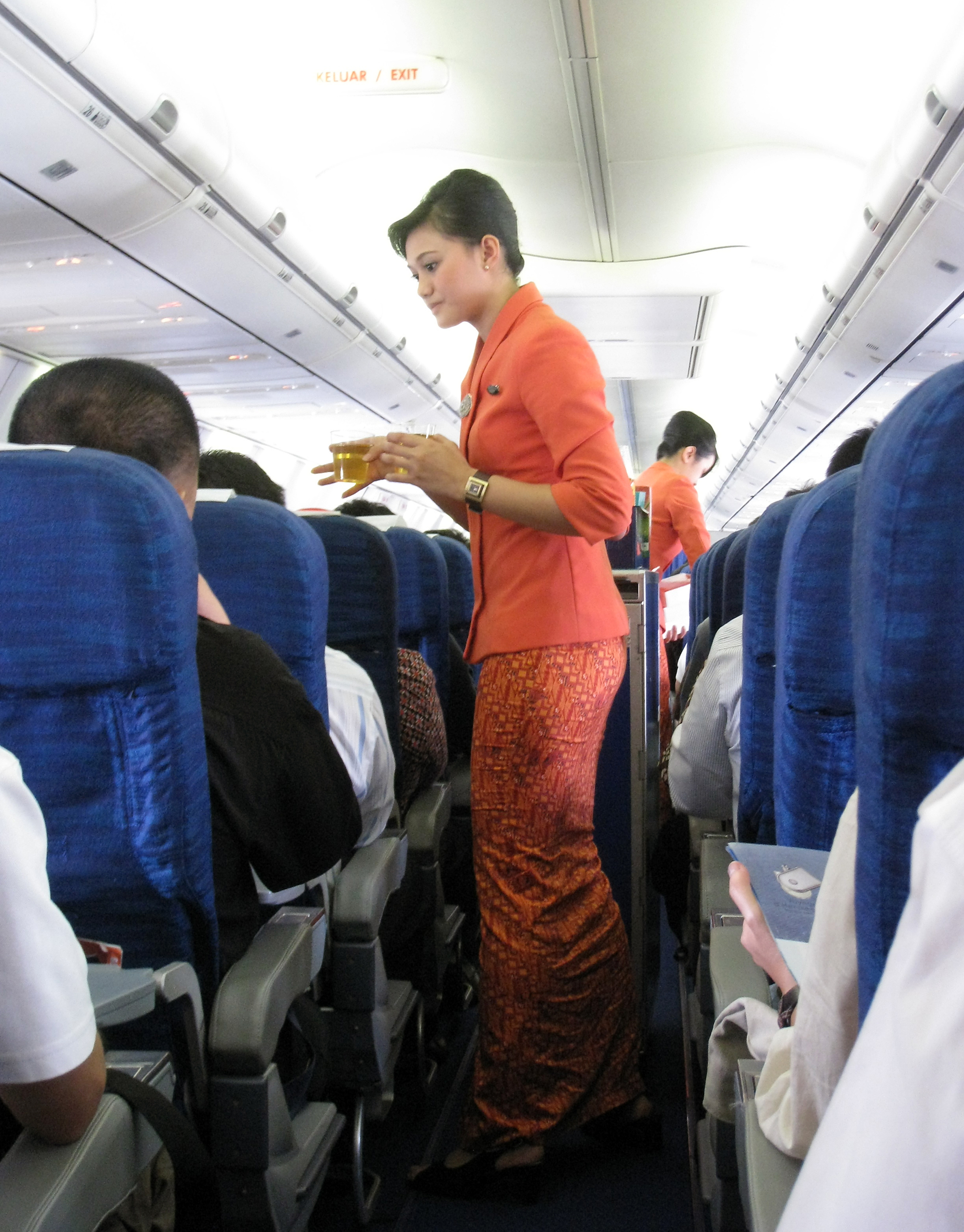
Aeromoça atendendo um voo na Indonésia (imagem representativa da fobia)

A Aerodromofobia é o medo compulsivo irracional de viagens com aviões e helicópteros. Cerca de 13% da população mundial sofre com esta fobia em diferentes níveis. 
A Aerodromofobia é diferente de Acrofobia que é o medo compulsivo de altura, porem um aerodromofobico pode também ser portador de acrofobia e vice-versa. O tratamento da Aerodromofobia é normalmente realizado com psicanalise, psiquiatra e hipnoterapia. Quando necessário for fazer uma viagem de avião de emergencia, o aerodromofóbico normalmente recebe auxilio da empresa aérea, remédios para controle de ansiedade podem ser receitados por um psiquiatra para maior conforto na viagem.
Esta fobia pode ser gerada através de algum trauma pessoal como um acidente ou um susto em uma viagem aérea, ou também pode ser desencadeada por um trauma com terceiros ao presenciar muitas noticias sobre acidentes envolvendo aviação, ou até ser desencadeado pelo portador ser acrofóbico.